# Alessandro D'Avenia
Alessandro D'Avenia (Palermo, 2 de maio de 1977) é um escritor, professor e roteirista italiano.

## Biografìa
nascido em 1977 em Palermo, è terceiro de seis filhos de Rita e Giuseppe. Em 1990 frequentou o Licèu clássico Vittorio Emanuele II, onde conheceu padre Pino Puglisi, que ensinava religião. Em 2000, formou-se em literatura clássica na Universidade Sapienza de Roma; ganhando em seguida o doutorado em filosofia em Siena, que completou em 2004 com uma tese sobre as sereias em Homero e sua relação com as musas no mundo antigo.
Ensina Letras no Colègio San Carlo, em Milão.
Sua atividade como escritor começa ao mesmo tempo que a de professor. Conhecido por ter escrito o livro "Branca como o leite, vermelha como o sangue", que deu origem ao filme de mesmo nome.; 

## Trabalho
- Bianca come il latte, rossa come il sangue
- Cose che nessuno sa
- Ciò che inferno non è